# Prieuré de Gisborough
Le prieuré Notre-Dame de Gisborough est un ancien prieuré augustin fondé au début du XIIe siècle, situé dans la ville britannique de Guisborough, dans le comté cérémonial du Yorkshire du Nord mais dans l’autorité unitaire de Redcar et Cleveland, en Angleterre. Il fait actuellement partie des propriétés de l’English Heritage.

## Historique
Le prieuré a été fondé en 1119 par Robert de Bruce, 1er lord d’Annandale, un ancêtre du roi écossais Robert Ier. Les 2e, 4e et 5e lords d’Annandale y sont enterrés.

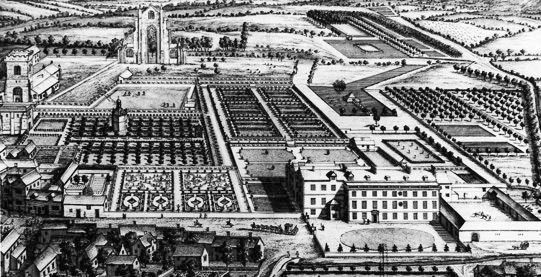
Les restes du prieuré et les jardins, en 1709

Il a été en grande partie démolie lors de la dissolution des monastères commandée par le roi anglais Henri VIII en 1538, et ses pierres ont été réutilisées dans différents bâtiments de la ville, dont l’actuelle église anglicane Saint-Nicolas. Le terrain est acheté en 1550 par la famille Chaloner, qui en est encore propriétaire aujourd’hui. Des jardins sont aménagés en 1709 autour des ruines. 
La grande arche, dernier élément conservé, est utilisée comme symbole par la ville.
Un groupe de volontaire, nommé The Gisborough Priory Project, entretient et restaure les jardins, depuis juillet 2004.
Une légende locale parle d’un fantôme, connu comme le « moine noir » (« Black Monk », ou plus tard « Black-Cowled Monk » pour éviter les confusions), qui hante le site la première nouvelle lune de l’année.

## Compléments

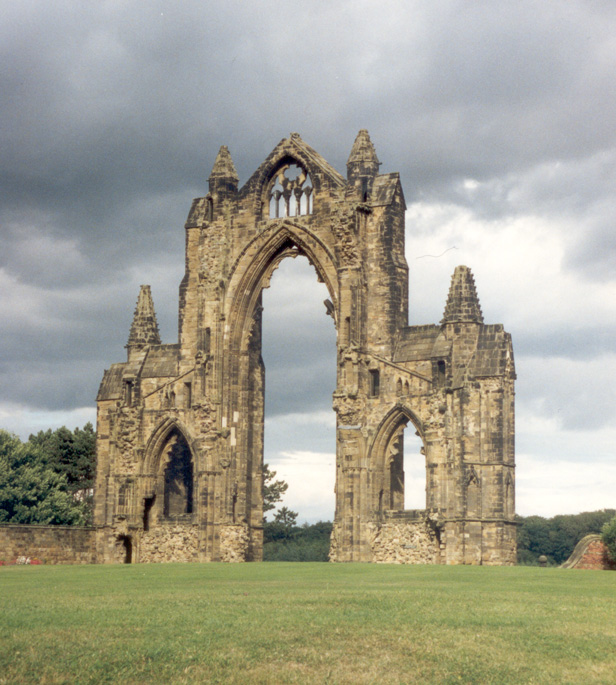
La grande arche, vue du sud-ouest

Liens externes
- Document pdf sur le site de l’English Heritage
- Site du Gisborough Priory Project
- Historique du prieuré sur le site de l’English Heritage

Crédit des auteurs
Notes
1. ↑  L’ancienne graphie « Gisborough » de la ville de Guisborough est encore la plus usitée dans certains cas, dont les barons de Gisborough (en), le Gisborough Hall et la lande de Gisborough (en), en plus de ce prieuré.